# 양이온 교환 용량
양이온 교환 용량(영어: Cation-exchange capacity)은 특정 pH에서 일정량의 토양에 전력에 의하여 다른 양이온과 교환이 가능한 형태로 흡착된 양이온의 총량을 말한다.

## 요약
토양 안에 진흙(Clay)이나 유기체등은 음의 부호를 띄고 있고, 따라서 양이온을 끌어들이는 힘이 있다. 이 힘에 의해 칼슘, 마그네슘, 칼륨, 나트륨, 암모늄 등을 끌어들여 보유하게 된다. 일반적으로 이 용량(CEC)가 크면 클수록 양분을 유지하는 힘이 크다고 보고, 비옥한 토양이라고 판단한다.

## 단위
단위는 토양 100g당 밀리당량 meq/100g, 또는 토양 kg당 하전 센티몰 cmolc/kg이다.